# Chmelnik (berg)
Chmelnik är ett berg i Tjeckien.   Det ligger i regionen Ústí nad Labem, i den nordvästra delen av landet, 80 km norr om huvudstaden Prag. Toppen på Chmelnik är 508 meter över havet, eller 130 meter över den omgivande terrängen. Bredden vid basen är 0,90 km.
Terrängen runt Chmelnik är huvudsakligen lite kuperad.Runt Chmelnik är det ganska tätbefolkat, med 108 invånare per kvadratkilometer. Närmaste större samhälle är Ústí nad Labem, 13,7 km sydväst om Chmelnik. I omgivningarna runt Chmelnik växer i huvudsak blandskog.